# Lucas Tamareo
Álvaro Lucas Tamareo Sosa, más conocido como Lucas Tamareo (Buenos Aires, 22 de marzo de 1991), es un futbolista argentino nacionalizado uruguayo. Puede jugar como pivote o interior derecho.

## Trayectoria
Lucas empezó jugando en Estudiantil de Paysandú, hasta llegar a las formativas de Liverpool.
Hizo toda las formativas en Liverpool hasta llegar a primera, donde jugó 103 partidos, metió 5 goles, dio 32 asistencia, recibió 17 tarjetas amarillas y nunca fue expulsado.
Luego de cumplir su contrato, se fue libre a Defensor Sporting, donde apenas jugó 3 partidos y no pudo demostrar su rendimiento.
Después de jugar en Defensor se fue libre a Deportivo Maldonado, club de la B, donde jugó los 12 partidos del semestre, jugando todos los minutos y cumpliendo con un buen rendimiento.
Ese buen rendimiento le sirvió para llega otra vez libre al Tanque Sisley, su club actual, donde ya jugó 38 de los 40 partidos de la temporada. Terminando la temporada con un alto rendimiento, convirtiendo 2 goles y dando 12 asistencias.
Luego de ese gran rendimiento logró llegar al Club Atlético Cerro donde no pudo tener tanta continuidad jugando 19 de los 37 partidos de la temporada. Cerrando su temporada en Cerro con un rendimiento aceptable.

## Clubes
| Club                | País    | Año       |
| ------------------- | ------- | --------- |
| Liverpool           | Uruguay | 2011-2015 |
| Defensor Sporting   | Uruguay | 2015-2016 |
| Deportivo Maldonado | Uruguay | 2016-2017 |
| El Tanque Sisley    | Uruguay | 2017      |
| C.A.Cerro           | Uruguay | 2018      |

## Estadísticas
| Club                | Partidos jugados | Goles |
| ------------------- | ---------------- | ----- |
| Liverpool           | 103              | 5     |
| Defensor Sporting   | 3                | 0     |
| Deportivo Maldonado | 12               | 0     |
| El Tanque Sisley    | 38               | 2     |
| Club Atlético Cerro | 19               | 0     |
| Total               | 185              | 7     |

- Datos: Q17489991